# 155-мм артиллерийская установка AGS
155-мм артиллерийская установка AGS (англ. Advanced Gun System) – американская корабельная 155-мм артиллерийская установка, разработанная компанией BAE (в прошлом — United Defense) для эсминцев типа «Замволт». В настоящее время находится в производстве, первый экземпляр поставлен ВМФ США 25 мая 2010 года.

## История
Предшественником AGS была проектировавшаяся компанией United Defense артиллерийская система VGAS (англ. Vertical Gun for Advanced Ship), представлявшая собой электромагнитную пушку с жёстко закреплёнными вертикальным стволом, которая должна была стрелять активными управляемыми снарядами. Предполагаемая скорострельность пушки — 12 выстрелов/мин, дальность стрельбы — до 18 км, боезапас — до 750 выстрелов. Пушка разрабатывалась в рамках программы «эсминец XXI века» (DD-21). В сентябре 1999 года было решено изменить концепцию в пользу традиционного башенного 155-мм орудия рассчитанного на обычные корректируемые баллистические боеприпасы и снаряды LRLAP (англ. Long Range Land Attack Projectiles, снаряды большой дальности для стрельбы по береговым объектам). В 2006 году от стандартных баллистических 155-мм снарядов было решено отказаться, однако возможна адаптация к перспективным 155-мм управляемым снарядам XM982 «Excalibur».
В октябре 2001 года опытный образец прошёл первые пробные стрельбы. В апреле 2003 года с компанией Lockheed Martin заключён контракт на производство 15 снарядов LRLAP для проведения испытаний. Летом 2005 года проведена всесторонняя проверка механизмов автоматики, в сентябре 2005 года завершены огневые испытания. На испытаниях 16 июня 2005 года снаряд пролетел расстояние 110 км за 280 с и совершил ряд манёвров. 31 августа 2005 года модуль из 8 снарядов был расстрелян менее чем за 45 секунд (10,7 выстрелов/мин).
В июне 2005 года компания United Defense получила контракт на сумму $376 млн на продолжение работ, из которых $120 млн предназначалось компании Lockheed Martin. К 2009-2010 годам планировалось производство 100 снарядов для проведения всесторонних испытаний.
24 июня 2005 года компания United Defense была приобретена компанией BAE и преобразовано в её подразделение BAE Systems Land & Armaments, которое продолжает работу над артиллерийской установкой.
30 сентября 2011 года ВМС США провели испытания перспективной пушки AGS, сообщает Strategy Page. В ходе испытаний были произведены два выстрела управляемыми снарядами с GPS-наведением, которые поразили предназначенные для них цели на дальности в 81 километр. Испытания были признаны успешными.

## Конструкция
Система представляет собой башенное 155-мм орудие (длина ствола 62 калибра) с подпалубной системой автоматического заряжания. Выстрелы раздельно-гильзовые, стрельба полностью автоматическая до полного истощения боезапаса.
Ствол с водяным охлаждением. 
Заряжание производится при вертикальном расположении ствола, вертикальные углы обстрела от –5° до +70°, привод — электрический.
Начальная скорость снаряда 825 м/с, живучесть ствола — около 3000 выстрелов.
снаряды
Управляемый снаряд LRLAP состоит из собственно снаряда и двигательного отсека. Длина снаряда составляет 2,24 м, масса — 102 кг, масса взрывчатого вещества — 11 кг. В носовой части снаряда имеются 4 управляющих крыла, в хвостовой части находится 8-лопастный стабилизатор. Система управления снаряда инерциальная с использованием GPS. КВО снаряда составляет 20–50 м. Снаряды производятся компанией Lockheed Martin.
07.11.2016 года как отмечает издание Defense News , в связи с сокращением заказа на корабли типа «Замволт» до трёх единиц (что сократило и ожидаемый объём выпуска боеприпасов), себестоимость такого снаряда с учётом удельной доли расходов на разработку достигает 800 тысяч долларов. Ситуацию осложняет тот факт, что LRLAP на сегодняшний день — единственный боеприпас для 155-миллиметровых орудий кораблей типа «Замволт».